# Северный Иов (гора)
Иов — гора в Конжаковско-Серебрянском горном массиве, в 3,5 километрах на северо-восток от вершины горы Конжаковский Камень. Высота — 1263,1 м. Покрыта лесом, выше 800 м зона тундры, каменные россыпи и скальные выходы.